# 희망 (김동률의 음반)
《希望》(희망)은 김동률의 2집 앨범이다. 버클리 음악대학교에서 유학 중 발매한 음반이다.

## 개요
김동률이 버클리 음악대학교에 재학중일 때 발매하였다. 공동 프로듀서인 'Crom'은 신해철이다. 동양과 서양의 음악에 대한 김동률의 고찰이 담겨 있고, 음반의 전반부는 서양의 음악 스타일이 담겨 있으며, 음반의 후반부는 동양적인 느낌의 음악이 담겨 있다. 특히 사물놀이를 세션으로 활용하였다. 과거 김동률의 클래식한 느낌과 이질적이라는 평을 듣는다.
수록곡으로는 불후의 명곡이라고도 평가할 수 있는 타이틀곡 〈2년만에〉, 양파가 피처링한 〈벽〉, 사물놀이와 후렴구의 뱃노래가 인상적인 〈염원〉, 솔로 피아노와 후반 오케스트라가 인상적인 〈희망〉 등이 있다.
버클리 음악대학교에 재학 중이던 김동률의 학교 동료들이 다수 참여했다. 특히 2집 앨범에는 런던 심포니 오케스트라가 참여하였다. 현재 일본에서 재즈 피아니스트로 활동중인 우에하라 히로미가 몇곡의 피아노 편곡을 맡았다. 컴퓨터 프로그래밍은 Crom이 담당했다.

## 수록곡
1. 2년만에 - 4:51
2. 프로포즈 - 3:45
3. 벽(Featuring 양파) - 4:36
4. 악몽 - 5:00
5. 크리스마스 선물 - 2:10
6. 한여름밤의 꿈 - 4:00
7. 윤회(輪廻, instrumental) - 3:52
8. 염원 - 4:17
9. 님 - 3:15
10. 모험 - 2:20
11. 편지 - 4:57
12. 희망 - 3:59